# Vastagcsőrű nyávogómadár

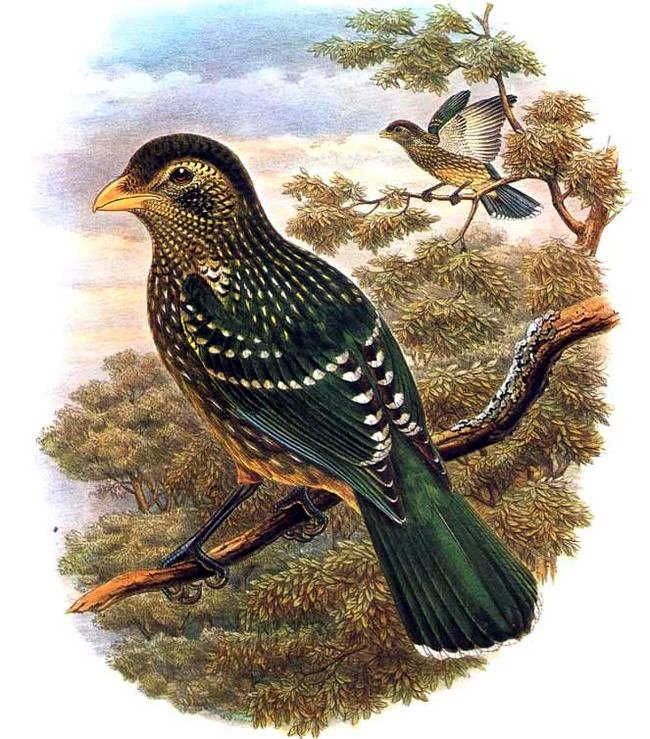
Illusztráció a fajról

A vastagcsőrű nyávogómadár (Ailuroedus crassirostris) a madarak osztályának verébalakúak (Passeriformes) rendjébe és a lugasépítő-félék (Ptilonorhynchidae) családjába tartozó faj.

## Előfordulása
Ausztrália keleti részének esőerdeiben honos faj.

## Alfajai
- Ailuroedus crassirostris crassirostris (Paykull, 1815)
- Ailuroedus crassirostris joanae Mathews, 1941

## Megjelenése
Testhossza 24-33 centiméter. Erős testalkatú faj. Tollazata javarészt zöld és fehéren mintázott. Feje sötétzöld. Erős csőre fehér, szeme vörös. A hím és nőstény megjelenése azonos.

## Életmódja
Gyümölcsökkel, fiatal levelekkel és rovarokkal táplálkozik, melyeket az esőerdő középső lombkoronaszintjében gyűjt össze. Esetenként leereszkedik a talajszintre is, ahol élénk szökdécseléssel közlekedik.

## Szaporodása
A lugasépítő madarak többségével ellentétben a vastagcsőrű nyávogómadár hímje nem készít lugast. Szintén eltérően a többi lugasépítőtől ez a faj monogám párkapcsolatban él. A hímek a nász idején macskaszerűen nyávognak és bókolnak a tojók előtt.
A tojó és a hím közösen készíti el fészkét. A fészket ágvillába, páfrányfa csúcsára, liánok közé rejti a pár. A két tojást felváltva költik ki 19-22 nap alatt. A kikelő fiókákat is közösen neveli fel a madárpár.